# 松本晃 (実業家)
松本 晃（まつもと あきら、1947年7月20日 - ）は、日本の実業家である。ジョンソン・エンド・ジョンソン株式会社元代表取締役社長、カルビー株式会社元代表取締役会長兼CEOおよびRIZAPグループ株式会社の代表取締役COOを務めた。2019年現在ラディクールジャパン株式会社代表取締役会長CEOを務める。

## 略歴
- 1970年 京都大学農学部 卒業
- 1972年
  - 3月 京都大学大学院農学研究科 修士課程 修了
  - 4月 伊藤忠商事株式会社入社
- 1986年11月 センチュリーメディカル株式会社 出向 取締役営業本部長
- 1993年1月 ジョンソン・エンド・ジョンソン メディカル株式会社 （現ジョンソン・エンド・ジョンソン株式会社） 代表取締役プレジデント エチコンエンドサージェリー事業本部長
- 1999年1月 同社代表取締役社長
- 2008年
  - 1月 同社最高顧問
  - 4月 カルビー株式会社顧問
  - 6月 同社取締役
- 2009年6月 同社代表取締役会長兼CEO
- 2018年6月 RIZAPグループ株式会社代表取締兼COO
- 2019年6月ラディクールジャパン株式会社代表取締役会長CEO

## テレビ番組
- 日経スペシャル カンブリア宮殿 快進撃のスナック菓子の王者！ ダントツを目指す攻めの経営（2012年8月30日、テレビ東京）[1]
- プロフェッショナル 仕事の流儀 まっすぐ稼げ!飽くなき野心 経営者・松本晃（2017年10月2日、NHK）[2]

## 著書
- 私の経営学(6)（著者:樋口武男 松本晃 大坪清 小林徹）（2018年9月12日、商工中金経済研究所）ISBN 9784904735367

## DVD
- プロフェッショナル 仕事の流儀 経営者・松本晃の仕事 まっすぐ稼げ!飽くなき野心（2018年9月21日、NHKエンタープライズ）ASIN B07F34BK2W